# Lee Van Cleef
Clarence LeRoy Van Cleef, Jr. (Somerville, Nueva Jersey, 9 de enero de 1925-Los Ángeles, California, 16 de diciembre de 1989), más conocido como Lee Van Cleef, fue un actor estadounidense, famoso principalmente por su actuación en las películas Per qualche dollaro in più (1965) y Il buono, il brutto, il cattivo (1966), ambas del director Sergio Leone. Es considerado uno de los «villanos cinematográficos» más destacados.

## Biografía
Lee Van Cleef nació el 9 de enero de 1925 en Somerville, Nueva Jersey. De ascendencia neerlandesa, sus padres fueron Marion Levinia (de soltera, Van Fleet), concertista de piano, y Clarence LeRoy Van Cleef, farmacéutico. Se graduó de la escuela secundaria Somerville y, durante la Segunda Guerra Mundial sirvió en la Armada de los Estados Unidos. Después de dejar la marina, Van Cleef regresó a su casa en Somerset. Tocó en una banda de baile amateur.  Van Cleef recibió su primer papel como actor como George en la obra Our Town en el Little Theater Group en Clinton, Nueva Jersey. Su siguiente papel fue el del boxeador Joe Pendleton en la obra Heaven Can Wait. Un cazatalentos lo llevó al agente de talentos de la ciudad de Nueva York Maynard Morris de la agencia MCA, quien lo envió al Teatro Alvin, donde ganó un papel en Mister Roberts. Sus duros rasgos y sus ojos penetrantes lo convertirían en el villano ideal para cualquier filme.

## Trayectoria
Su primera película fue el wéstern clásico High Noon (1952), de Fred Zinnemann, en la cual interpretaba a un villano. A partir de ahí comienza su periplo por el cine estadounidense a través de papeles secundarios en películas de cine negro y aventuras, casi todas de serie B, incluyendo su colaboración con el director Phil Karlson en varios filmes: El cuarto hombre en 1953, junto a John Payne; Calle River 99 en 1954, junto a Brad Dexter, entre otros. 
Aparece también como villano en el clásico de John Ford The Man Who Shot Liberty Valance (1962), pero a mediados de esa década estaba retirado de la actuación y se ganaba la vida como pintor en Nueva York, hasta que un día el director italiano Sergio Leone, quien buscaba un sustituto tras la renuncia de Lee Marvin tres días antes del rodaje de Per qualche dollaro in più (1965), mostró interés en él ("Ahí está mi Mortimer. Parece un peluquero napolitano con nariz aguileña y ojos de Van Gogh") y lo reclutó para sus producciones del género spaghetti western. Se cuenta la anécdota de que inicialmente se mostró reacio a abandonar Nueva York para trasladarse a España a rodar, porque tenía que terminar un cuadro por un valor de 50 dólares, pero sus reticencias rápidamente se disiparon al oír que su sueldo sería de 50.000 dólares. Sin embargo, durante los comienzos del rodaje estaba tan borracho que Leone tuvo que traerse a su familia a Almería desde EE. UU. para que lo controlase.
Después de participar en dos películas magistrales de Sergio Leone, su carrera se reactivó por sí sola, en un caso muy parecido al de otro actor encasillado en villanos y en parecida situación profesional: Jack Palance; Lee van Cleef llegó a figurar en dieciocho spaguetti westerns, entre ellos El día de la ira (1967) y Gran duelo al amanecer (1972). 
A partir de entonces, su presencia en papeles ya de protagonista absoluto y en producciones similares no se hacen esperar: El halcón y la presa (1966), de Sergio Sollima, considerada como uno de los mejores spaguetti western, por su atmósfera mezclada de terror, thriller y wéstern, coproducido entre España e Italia; El cóndor (1970), de John Guillermin, junto a Jim Brown en una apreciable cinta que no obtuvo demasiada repercusión; Los forajidos de Río Bravo (1971), de Gordon Douglas, junto a Warren Oates; El hombre de Río Malo (1972), de Eugenio Martín, junto a James Mason, etcétera. 
1972 es también el año en que el actor comienza un largo tándem con el director italiano Gianfranco Parolini, también conocido como Frank Kramer, en varios filmes de mediana o gran popularidad en su día, adscritos al spaguetti wéstern más convencional; tras la serie dedicada a Sabata, Parolini volvería a reunirse con el actor para rodar en Israel Seis balas... una venganza... una oración (1976). Otro realizador italiano con el que colaboraría en varias ocasiones es Antonio Margheriti. 
A finales de la década de 1970, y tras el declive del género spaghetti wéstern, Van Cleef se incorporó a la televisión, donde el wéstern vivía una segunda edad de oro en multitud de series y telefilms, y ocasionalmente vuelve a la pantalla grande, como en Objetivo: matar (1977) con John Ireland y Carmen Cervera, y en Escape from New York (1981), de John Carpenter, convertida hoy en film de culto.  
Lee Van Cleef también participó en un capítulo de la serie El Zorro (con Guy Williams), en la segunda temporada, interpretando a un villano.
Participó además en la serie televisiva Los intocables, en el capítulo "The Unhired Assassin" ("El asesino espontáneo"), de 1960, como Frank Diamond, actuando al lado de Robert Stack.

### Fallecimiento
Van Cleef murió de un infarto agudo de miocardio el 16 de diciembre de 1989, a los 64 años, y reposa en el cementerio Forest Lawn Memorial Park en Los Ángeles, California.

## Curiosidades
- A Van Cleef le faltaba la falange distal del dedo corazón de su mano derecha, lo que es evidente en la escena final durante el fuego cruzado de El bueno, el feo y el malo y Per qualche dollaro in più, también es un elemento que traspasó al personaje de Sabata en la película El Regreso de Sabata (Texas 1970)
- Tuvo tres hijos de su primer matrimonio: Deborah, Alan y David.
- En los créditos finales de Kill Bill Vol. 2, de Quentin Tarantino (2004), aparece el nombre de Van Cleef, junto al de Sergio Leone, aunque ambos ya habían fallecido en 1989.

## Filmografía parcial

### Cine
- Kansas City Confidential (1952), de Phil Karlson
- Solo ante el peligro (High Noon) (1952), de Fred Zinnemann.
- El monstruo de tiempos remotos (The Beast from 20.000) (1953) de Eugène Lourié.
- Sombras en el rancho (Tumbleweed) (1953), de Nathan Juran.
- 10 Foragidos (Ten Wanted Men) (1955), de H. Bruce Humberstone.
- La ruta de Denver  (The Road to Denver) (1955), de Joseph Kane.
- Agente especial (The Big Combo) (1955), de Joseph H. Lewis.
- Juntos ante el peligro (Pardners) (1956), de Norman Taurog.
- Duelo de titanes (1957), de John Sturges
- Cazador de forajidos (The Tin Star) (1957), de Anthony Mann.
- El vengador sin piedad (The Bravados) (1957), de Henry King
- El baile de los malditos (The Young Lions) (1958), de Edward Dmytryk.
- CAbalgando el solitario (1959)
- La conquista del oeste (How the West Was Won) (1962), de John Ford.
- El hombre que mató a Liberty Valance (The Man Who Shot Liberty Valance) (1962), de John Ford.
- Per qualche dollaro in più (1965), de Sergio Leone.
- El bueno, el feo y el malo (Il buono, il brutto, il cattivo) (1966), de Sergio Leone.
- El halcón y la presa (La resa dei conti) (1967), de Sergio Sollima.
- De hombre a hombre (Death Rides a Horse) (1967), de Giulio Petroni.
- El día de la ira (1967), de Tonino Valerii.
- Commandos (1968), de Armando Crispino.
- Más allá de la ley (Al di là della legge ) (1968), de Giorgio Stegani.
- Oro sangriento/Sabata viene a matar (1970), de Frank Kramer
- Los forajidos de Río Bravo (Barquero) (1970), de Gordon Douglas
- El cóndor, de John Guillermin
- Texas 1870 (1971), de Frank Kramer
- Capitán Apache (Captain Apache) (1971), de Alexander Singer
- El hombre de Río Malo (1972), de Eugenio Martín
- El desafío de los siete magníficos (The Magnificent Seven Ride) (1972), de George McCowan
- Gran duelo al amanecer (1973), de Giancarlo Santi.
- El kárate, el colt y el impostor (1974), de Anthony Dawson
- Por la senda más dura (Take a Hard Ride) (1975), de Anthony Dawson
- Kid Vengeance (1976), de Joseph Manduke.
- Seis balas... Una venganza... Una oración (1976), de Frank Kramer
- Objetivo: matar (Quel pomeriggio maledetto) (1977), de Marlon Sirko
- The Octagon - Duelo Final (1980)
- 1997 - Rescate en Nueva York (1981)
- Goma 2 (1984)

### Televisión
- 1984 - El maestro ninja (The Master), serie.
- Participó también en un episodio de la serie El Zorro haciendo su típico papel de villano. Es uno de los primeros capítulos de la segunda temporada.
- Participó en el episodio «The Unhired Assassin» («El asesino espontáneo», 1960) de la serie Los intocables, como Frank Diamond.